# Chink

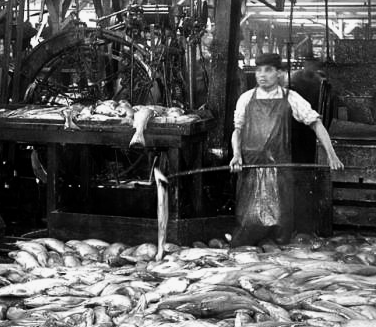
歧视中国人的圖片

Chink意譯為窄眼、小縫隙、“眯眯眼”，是英文中一個種族性的污辱用語，對象是中國人，這是很久以前的用語，意指［清朝人］。漢語中通常將該詞翻譯成中國佬、中國豬。

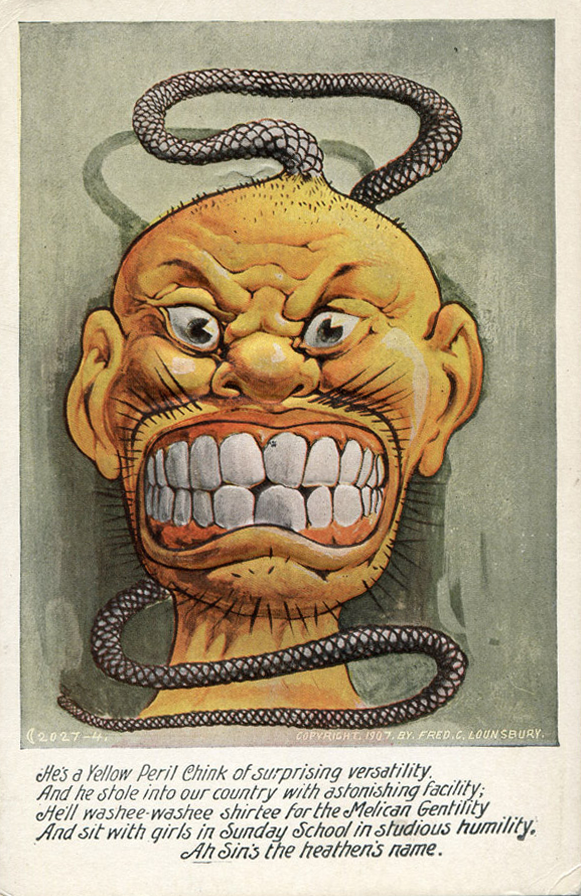
歧视中国人的明信片。（1907）

## 來源與歷史
Chink可能是出自「china」，原字與「china」只稍有差別，或許是指小而斜的眼睛。
19世紀末，中國移民被視為對北美白人的威脅。美國排華法案通過後，Chink 一字便漸漸流行起來。因為中國移民被禁，缺少勞工，一台新上市的劏魚機器被名為「鐵窄眼」（Iron Chink），以代替華人勞工為推銷重點，是當時反華種族歧視的象征代表。種族主義者在焚燒唐人街，甚至用私刑（絞刑）時，就是用這些字眼。
Chink有時也用作稱呼其他東亞人。 在韓戰與越戰期間，此字在媒體常用，反映在電影《前進高棉》。

## 污辱性
Chink的污辱性，與針對黑人的nigger一字齊名，被視為種族歧視性的污辱字，若加上暴力，可以被當作「仇恨罪」罪行處理，罪加一等。Kenneth Chiu在加州被刀刺死，其身邊的車上有Chink一字刻痕。
另，2012年2月中，NBA紐約尼克球員林書豪曾打輸一場比賽，ESPN記者在2月18日以「chink in the armor」作雙關，隨即遭到批評，撤下網站。